# Gurdwara Bangla Sahib
Il Gurdwara Bangla Sahib è un tempio sikh (gurdwara), situato a Nuova Delhi in India. È considerato dai devoti uno dei più importanti luoghi di culto del mondo, per aver ospitato Guru Har Krishan, l'ottavo guru sikh, nel 1664.

## Storia
Nel luogo in cui ora sorge il tempio era sito, in origine, un bungalow appartenente a Raja Jai Singh, un sovrano Rajput vissuto nel XVII secolo. Questa dimora era conosciuta come Jaisinghpura Palace. L'ottavo guru sikh, Har Krishan si trovò ad alloggiare qui durante un viaggio a Delhi nel 1664. In quell'anno, la città fu investita da una terribile epidemia di vaiolo e colera, e il guru stesso si prodigò per aiutare i malati, contraendo infine anche lui la malattia. Morì il 30 marzo 1664. 
Oltre un secolo dopo, nel 1783, dopo la conquista di Delhi da parte del misl Singh Krora, il generale Bhai Baghel Singh fece edificare numerosi templi sikh in città, tra cui il Bangla Sahib, per commemorare il soggiorno dell'ottavo guru e le sue azioni a favore dei malati.

## Descrizione
Il tempio si trova vicino a Connaught Place, accanto alla Cattedrale del Sacro Cuore. È riconoscibile dalle splendide cupole a bulbo dorate visibili dalla strada e dall'alto pennone che regge la bandiera sikh, chiamata Nishan Sahib.
Dietro al tempio sorge una grande cisterna d'acqua che si ritiene abbia proprietà curative fin dai tempi di Guru Har Krishan.
Il complesso nella sua interezza include il gurdwara, una cucina, una grande vasca sacra chiamata Sarovar, una scuola e una galleria d'arte. Come in tutti i gurdwara, anche in questo viene praticata la tradizione del langar e chiunque, indipendentemente dalla razza o dalla religione, può cibarsi presso la mensa del tempio gratuitamente. Il langar (cibo) è preparato dai gursikh che vi lavorano e da personale volontario. All'interno del complesso, è obbligatorio coprirsi i capelli ed è vietato indossare calzature. L'assistenza ai visitatori è fornita da guide sikh gratuitamente. Chiunque può offrirsi volontario per aiutare in qualsiasi modo il tempio.
Il complesso ospita anche una scuola secondaria superiore, il Museo Baba Baghel Singh, una biblioteca e un ospedale. Il gurdwara e la sala langar sono climatizzati. Sono stati costruiti un nuovo "yatri Niwas" (ostello per viaggiatori) e un parcheggio multipiano.
Nel marzo 2021, il tempio ha inaugurato un centro diagnostico con l'obiettivo di fornire assistenza sanitaria ai poveri.

## Galleria d'immagini

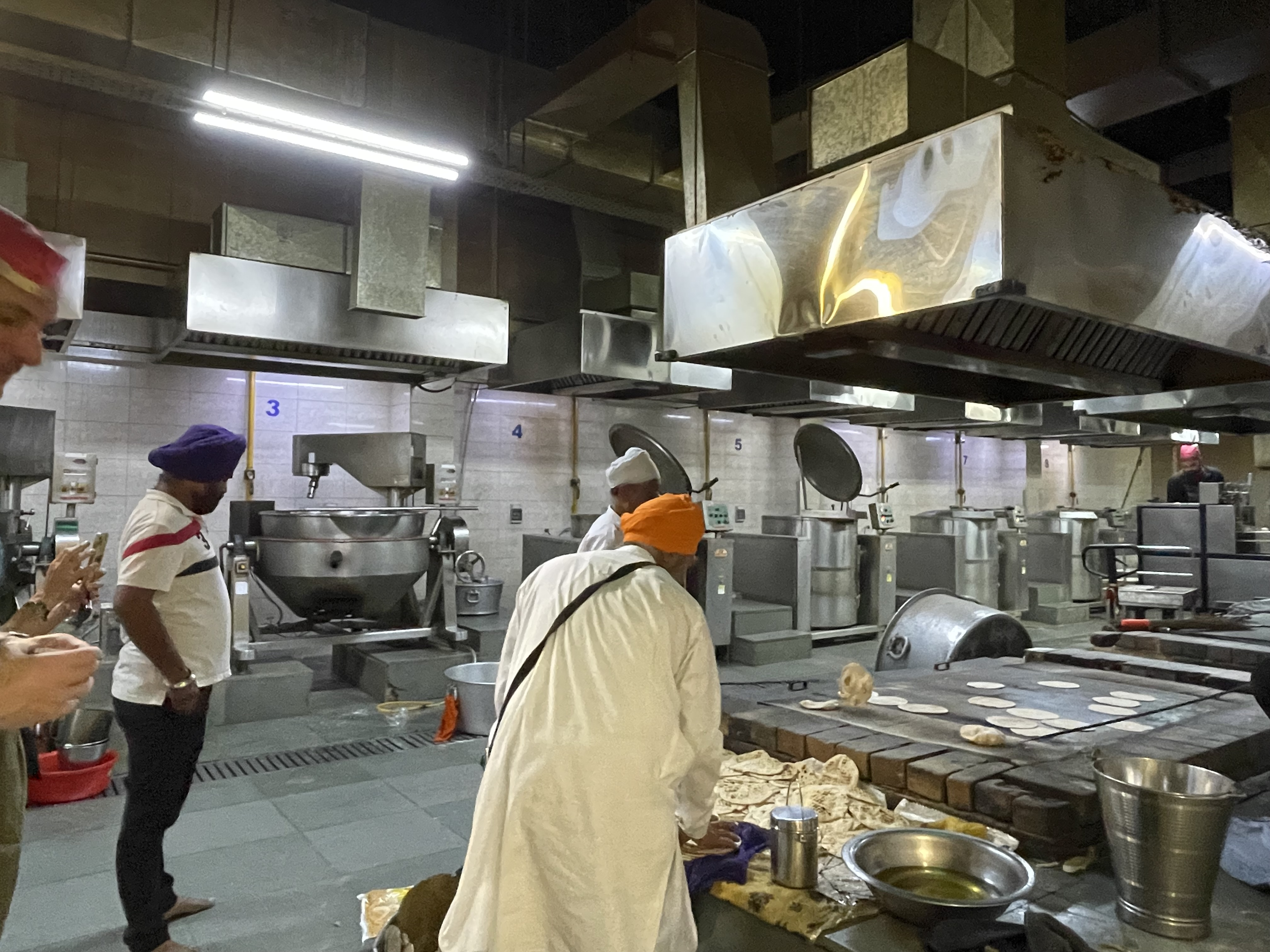
Volontari sikh cucinano per il langar
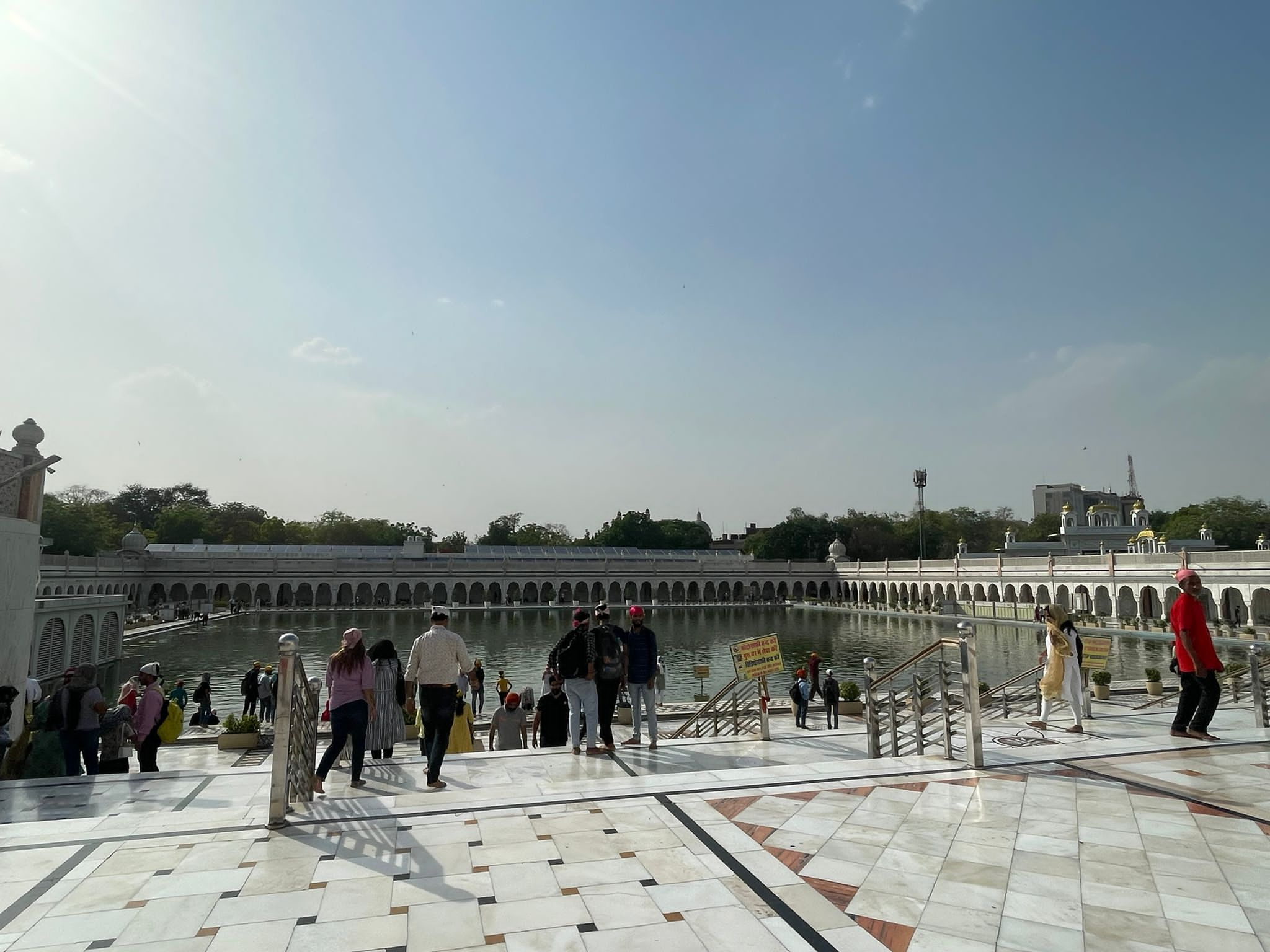
Il Sarovar
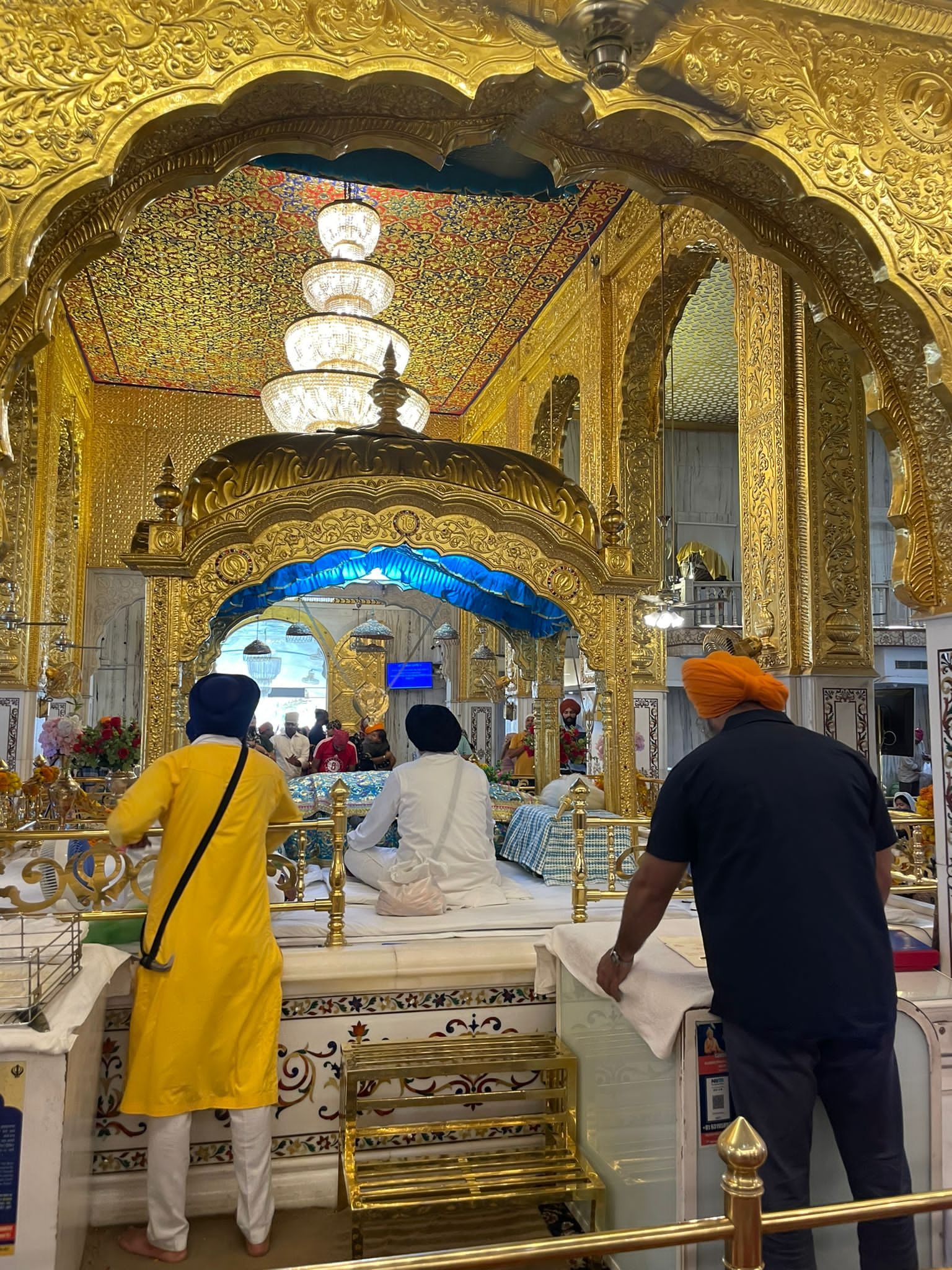
Vista interna del tempio
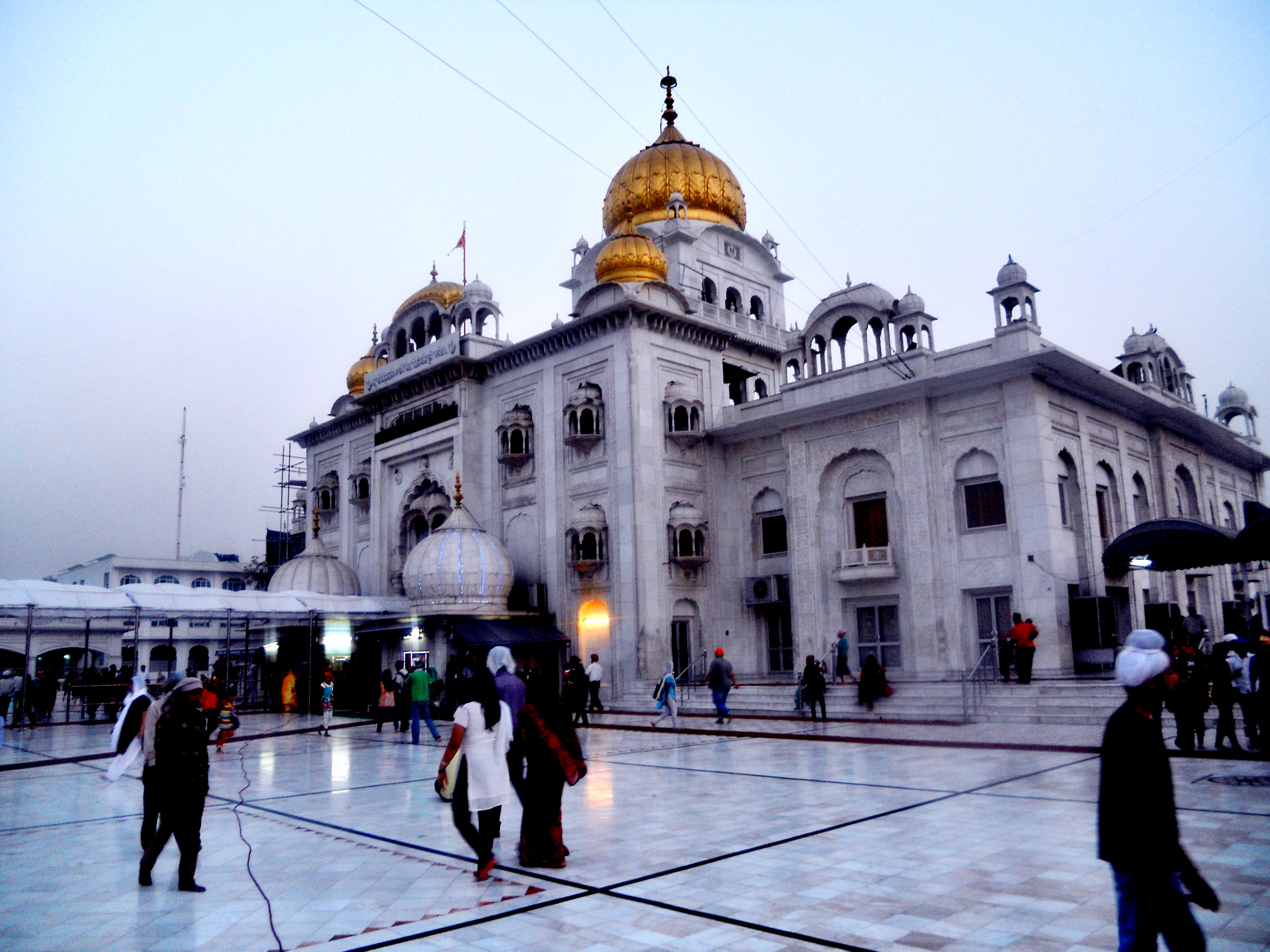
Vista esterna